# 에바 뢰세
에바 뢰세(Eva Röse, 1973년 10월 16일 ~ )는 스웨덴의 배우, 사회자이다.

## 출연 작품
- 해피 아워 인 파라다이스 (2015)
- 더 파라다이스 스위트 (2015)
- 리얼 휴먼 (2012)
- 랠리걸즈 (2008)
- 스톰 (2005)
- 빌마크 (2003)
- 깝스 (2003)
- 데이즈 라이크 디스 (2001)
- 정사 3 (2001)
- 고모론 (1992)